# NGC 38

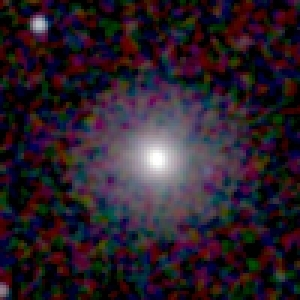
NGC 38 par 2MASS (proche-infrarouge)

NGC 38 est une vaste galaxie spirale située dans la constellation des Poissons. NGC 38 a été découverte par l'astronome français Édouard Stephan en 1881.

## Caractéristiques
Sa vitesse par rapport au fond diffus cosmologique est de 7 685 ± 44 km/s, ce qui correspond à une distance de Hubble de 113,4 ± 8,0 Mpc (∼370 millions d'al).
La classe de luminosité de NGC 36 est I.